# 11. januar
11. januar er dag 11 i året, i den gregorianske kalender. Der er 354 dage tilbage af året (355 i skudår).
- Hyginus dag, opkaldt efter Roms niende biskop og pave Pave Hyginus, der led martyrdøden i Rom år 142.
- Det er en Tycho Brahes dag – og endda én af de mest uheldige af slagsen.

### Begivenheder
Født - Dødsfald
- 1610 - Galileo Galilei opdager Jupitermånen Ganymedes; den sidste af de fire efter ham opkaldte galileiske måner.
- 1693 - Vulkanen Etna på Sicilien kommer i udbrud.
- 1787 - William Herschel opdager Uranus-månerne Oberon og Titania.
- 1861 - Alabama udtræder af de forende stater.
- 1879 - Zulukrigen begynder.
- 1903 - Storm P debuterer som skuespiller på Casino.
- 1907 - Optant-konventionen mellem Danmark og Tyskland underskrives.
- 1919 - Rumænien annekterer Transsylvanien.
- 1922 - Insulin anvendes for første gang på et menneske.
- 1923 - Da Tyskland ikke kan betale afdragene på sin krigsskadeserstatning efter 1. verdenskrig, besætter Frankrig og Belgien Ruhrområdet.
- 1935 - Amelia Earhart bliver den første person, der flyver solo fra Hawaii til Californien.
- 1942 - Japan erklærer krig mod Holland og invaderer Hollandsk Ostindien.
- 1942 -  Japanerne erobrer Kuala Lumpur.
- 1946 - Albanien udråbes til republik.
- 1951 - Den amerikanske general Dwight D. Eisenhower besøger København og modtager Elefantordenen
- 1960 - Tchad erklærer sin uafhængighed.
- 1960   - Kosmonauttræningscentret oprettes i Stjernebyen udenfor Moskva.
- 1964 - Den amerikanske militærkirurg Luther Terry offentliggør en rapport, som dokumenterer, at cigaretrygning er sundhedsskadeligt.
- 1966 - Spædbarnet Tina, som har været forsvundet i næsten en måned, bliver fundet i god behold i Helsingør.
- 1968 - Sverige indfører moms.
- 1971 - Sverige overgår til etkammersystem.
- 1974 - De første overlevende sekslinger bliver født i Cape Town i Sydafrika.
- 1983 - BZ'ere i Allotria-huset på Nørrebro i København snyder politiet, der med 400 betjente stormede huset, ved forinden at flygte igennem en tunnel.
- 2001 - Federal Trade Commission godkender fusionen mellem AOL og Time Warner til det nye firma AOL Time Warner.
- 2002 - Østre Landsret stadfæster dommen på 6 års fængsel over entreprenøren Kurt Thorsen, mens den tidligere PFA-Byg direktør Rasmus Trads får forkortet sin straf med et år til 5 års fængsel i den såkaldte PFA-sag.
- 2002 - Guantánamo-basen på Cuba bliver oprettet.
- 2005 - Næsehornet Inger i Givskud Zoo nedkommer med en pige på 60 kg. Det er første gang siden 1982, der bliver født et næsehorn i Danmark.
- 2006 - Den Europæiske Menneskerettighedsdomstol Strassbourg afgør, at såkaldte eksklusivaftaler, der tvinger lønmodtagere til at være medlem af et bestemt fagforbund, krænker menneskerettighederne. Afgørelsen går imod en dansk højesteretsdom.
- 2007 - Alfred Gusenbauer afløser Wolfgang Schüssel som Østrigs kansler.
- 2009 - DSBFirst overtager driften af Kystbanen.

### Født
- 1842 - William James, engelsk psykolog og filosof (død 1910).
- 1856 - Christian Sinding, norsk komponist (død 1941).
- 1895 - Marlon Brando, Sr., amerikansk filmproducent (død 1965).
- 1898 - Hans Kirk, dansk forfatter (død 1962).
- 1906 - Albert Hofmann, schweizisk kemiker, der som den første fremstillede LSD (død 2008).
- 1911 - Zenko Suzuki, japansk politiker (død 2004).
- 1913 - Karl Stegger, dansk skuespiller (død 1980).
- 1928 - Bertel Lauring, dansk skuespiller (død 2000).
- 1935 - Ghita Nørby, dansk skuespillerinde.
- 1940 - Jens Brenaa, dansk skuespiller.
- 1943 - Karsten Vogel, dansk musiker, komponist og radiovært i DR.
- 1946 - Arno Victor Nielsen, dansk filosof og forfatter.
- 1949 - Daryl Braithwaite, australsk sanger.
- 1952 - Lee Ritenour, amerikansk musiker og komponist.
- 1956 - Robert Earl Keen, amerikansk sanger.
- 1957 - Bryan Robson, engelsk fodboldspiller og -manager.
- 1961 - Jasper Fforde, britisk forfatter.
- 1965 - Mette Horn, dansk skuespiller.
- 1968 - Anders Borg, svensk finansminister.
- 1971 - Mary J. Blige, amerikansk sanger.
- 1972 - Konstantin Khabenskij, russisk skuespiller.
- 1974 - Oliver Stilling, dansk journalist og skribent.

### Dødsfald
- 1827 - Frederik Julius Kaas, dansk politiker, justitsminister og gehejmestatsminister (født 1758).
- 1837 - François Gérard, fransk maler (født 1770).
- 1840 - Christian Wilster, dansk digter og oversætter (født 1797).
- 1843 - Antoine Bournonville, fransk/dansk solodanser og hofballetmester (født 1760).
- 1873 - C.C. Hornung, dansk snedker og klaverbygger (født 1801).
- 1896 - Anton Bruckner, østrigsk komponist (født 1824).
- 1914 - Carl Jacobsen, dansk bryggeridirektør og mæcen (født 1842).
- 1933 - Frederik Riise, dansk fotograf (født 1863).
- 1941 - Emanuel Lasker, tysk skakspiller, matematiker og filosof (født 1868).
- 1950 - Karin Michaëlis, dansk forfatter (født 1872).
- 1954 - Oscar Straus, østrigsk komponist (født 1870).
- 1966 - Alberto Giacometti, schweizisk billedhugger (født 1901).
- 1989 - Henning Karmark, dansk filmproducent (født 1907).
- 1999 - Nathalie Lind, dansk politiker og justitsminister (født 1918).
- 2008 - Edmund Hillary, new zealandsk bjergbestiger (født 1919).
- 2014 - Ariel Sharon, israelsk politiker (født 1928).
- 2015 - Anita Ekberg, svensk model og skuespiller (født 1931).
- 2016 - David Bowie, engelsk rockmusiker og skuespiller (født 1947).
- 2020 - Tom Belsø, dansk racerkører og forretningsmand (født 1942).

|  | Denne datoartikel kan blive bedre, hvis der indsættes et (bedre) billede Du kan hjælpe ved at afsøge Wikimedia Commons for et passende billede eller uploade et godt billede til Wikimedia Commons iht. de tilladte licenser og indsætte det i artiklen. |